# Pepe Da-Rosa Jr.
José María Da-Rosa Tato, popularmente conocido como Pepe Da-Rosa o Pepe Da-Rosa Jr., para distinguir de su padre (Sevilla, España, 7 de marzo de 1967), es locutor y presentador español, hijo del famoso humorista Pepe da Rosa

## Biografía
Hijo del humorista sevillano Pepe da Rosa inicia su carrera profesional tras la muerte de su padre.
Hace apariciones esporádicas entre 1986 y 1991 en televisión. A partir de ese año, comienza colaboraciones fijas con Tele 5 en "Vip Noche", un programa de entretenimiento presentado por Emilio Aragón.
Comienza en 1986 en "Radio Meridional" colaboraciones humorísticas en la programación convencional diaria en "Don Pepito y su tito". Entre 1986 y 1987 en "Antena 3 Radio" hace colaboraciones diarias en la programación convencional local junto a "Salomón Hachuel" en las "Cosas de Pepe Da-Rosa". Entre 1987 y 1988 en la COPE "El tío Pepe y su sobrino" programa de humor en torno al fútbol de la ciudad. Entre 1988 y 1990 en "Antena 3 Radio" presenta "El Show de Pepe Da-Rosa", de emisión semanal.
Hasta 1993 hace colaboraciones en otros programas de la Cadena de televisión Tele 5, tanto como presentador como humorista: "Vip Tarde", Tutti Frutti, "Hablando se entiende la Gente", "Que gente tan divertida", Las noches de tal y tal y la "La Batalla de las Estrellas".
En 1991 hace colaboraciones humorísticas en el programa de José Luis Fradejas para RNE. Entre 1992 y 1993 en "Antena 3 Radio" colabora con "El Pelotazo", programa tertulia humor en emisión nacional.
Entre 1995 y 1999 participa en una tertulia de humor en torno al fútbol "La Pachanguita" en la Cadena SER. En 1999 dirige y presenta "La Hora de Pepe Da-Rosa" en Radio Voz.
En 1996 comienza una amplia carrera como presentador y director de programas emitidos en canales de televisión de cobertura de Andalucía y en especial de la provincia de Sevilla, entre ellas, “La Coctelera” y "Añoranza" en la "Televisión local de Sevilla". En 1997 comienza a trabajar en "Onda Giralda TV" como presentador de "Las noches de la Cartuja" y "El Pelotazo”, Programa humorístico en torno al fútbol. En 2000 dirige y presenta “La Terraza de México” para "Sevilla TV".
Para Canal Sur presenta ese año la "Gala especial Feria de Málaga, “Málaga, Ole tú!” y hasta 2004 “Vaya Punto.com”, un programa de humor. En ese mismo periodo con "Popular TV" presenta numerosas Galas y programas especiales en Sevilla, además del magacín “El Ratito” y “Esto sí que es Rosa”, programa en clave de humor de emisión nacional.
Entre 1999 y 2007 colabora en la Cadena COPE en “Al Sur de la Semana” de ámbito nacional, con Rafael Sánchez: “Las Sevillanas de la Semana”, presenta y dirige “El Cristal con que se mira” y colabora en el programa “Al Sur de la Semana” con Rafael Sánchez, (“La Moviola”) y finalmente presenta y dirige “La Mañana de la COPE” en Sevilla (Lunes a viernes).
Entre 2007 y 2009 es director y presentador de “Estas no Son Horas” de "CRN Giralda TV" Programa debate galardonado con los premios: "PREMIO FACUA" (Organización de Consumidores de Andalucía) y "PREMIO ATEA" (Asociación de telespectadores de Andalucía) y del programa “Punto de vista”.
Desde 2008 a 2009 , es director y presentador del Programa “El Verano Por Montera” y el “El Día Menos Pensado” de Canal Sur Radio. En 2010-2011-2012 es presentador y director del programa La calle de enmedio, y copresentador de “La jugada” de Canal Sur Radio.
En 2010 presenta y dirige “Por Fin es Viernes” en Giralda Televisión, magacín de información, entretenimiento y actualidad que se emite los viernes por la mañana en directo para el área de Sevilla por la Televisión Digital Terrestre.
En 2011, presenta y dirige el programa de Tv "Se acabó el Petroleo", programa de entretenimiento con mucha dosis de humor y música en directo.
En 2012, presenta en Canal Sur Radio el programa "Noche Da Rosa", programa de entretenimiento para las madrugadas andaluzas de lunes a viernes..
En la temporada 2016-2017 deja de presentar el programa La calle de enmedio para presentar las 2 horas finales del programa El Público por las tardes, en Canal Sur Radio.
Desde 2017, copresenta Aquí estamos junto con Rafa Cremades.
En paralelo, es presentador y participante en numerosas galas benéficas organizadas por ONG’s.

## Vida personal
Casado con Eva Martín es padre de dos niñas y un niño.
En 2006 participó en el programa Supervivientes, siendo el 4º expulsado de la isla, edición que posteriormente gana Carmen Russo.
Es simpatizante del Real Betis Balompié.

## Carrera

### Radio
- 1986 Radio Meridional: "Don Pepito y su tito".
- 1986-87 Antena 3 Radio: "Cosas de Pepe Da-Rosa”
- 1987-88 COPE "El tío Pepe y su sobrino”
- 1988-90 Antena 3 Radio: "El Show de Pepe Da-Rosa"
- 1991 RNE Colaboraciones humorísticas en el programa de José Luis Fradejas
- 1992-93 Antena 3 Radio: "El Pelotazo"
- 1994 Onda Cero “Tertulia de Guardia”
- 1995-99 Cadena SER "La Pachanguita"
- 1999 Radio Voz "La Hora de Pepe Da-Rosa"
- 1999-2001 Cadena COPE “Al Sur de la Semana” “Las Sevillanas de la Semana”, “El Cristal con que se mira”
- 2002-2004 Cadena COPE “La Mañana de la COPE”
- 2008-2008 Canal Sur Radio “El Verano Por Montera” y el “El Día Menos Pensado”
- 2008-2016 Canal Sur Radio. La calle de enmedio, “La gran jugada” y "Noche da rosa" .
- 2016-2017 Canal Sur Radio. El Público. Presenta las 2 últimas horas del programa, mientras que Jesśu Vigorra presenta la primera hora, cediéndole las 2 siguientes.
- 2017-... Canal Sur Radio. Aquí Estamos. Copresenta junto con Rafa Cremades.

### TV
- 1986-91 Diversas apariciones en diferentes programas y cadenas de televisión.
- 1991. Verano. Telecinco. Las noches de tal y tal con Jesús Gil.
- 1991 -1993 Telecinco Colabora "Vip Noche"
- 1992 -1993 Telecinco Colabora "Vip Tarde", "Tutti Frutti", "Hablando se entiende la Gente", "Que gente tan divertida" y "Las Noches de tal y tal"
- 1993 Telecinco "La Batalla de las Estrellas"
- 1996 Televisión Local de Sevilla: “La Coctelera” y "Añoranza"
- 1997 “Onda Giralda TV” : "Las noches de la Cartuja" y “El Pelotazo”
- 2000 “Sevilla TV”: “La Terraza de México”
- 2000 Canal Sur TV Gala especial Feria de Málaga, “Málaga, Ole tú!”
- 2000 – 2004 Canal Sur TV “Vaya Punto.com”
- 2004-2007 Popular TV “El Ratito” y “Esto sí que es Rosa”
- 2007 Telecinco: Supervivientes (participante)
- 2007-2009 “CRN Giralda” : “Estas no Son Horas”
- 2008-2009 “CRN Andalucía”: “Punto de Vista”
- 2009 Giralda Televisión: “Noche en vela”
- 2010 Giralda Televisión: “Por Fin Es Viernes”

### Discografía
- 1989 “Monólogos” HORUS
- 2000	“El Cristal con que se mira”